# Icaridion nasutum
Icaridion nasutum är en tvåvingeart som beskrevs av Lamb 1909. Icaridion nasutum ingår i släktet Icaridion och familjen tångflugor. Inga underarter finns listade i Catalogue of Life.